# Entre Calais et Douvres
Entre Calais et Douvres er en fransk stumfilm fra 1897 af Georges Méliès.